# Weerstandsdraad
Weerstandsdraad is een elektrisch geleidende draad die wordt toegepast vanwege zijn elektrische weerstand. Hiervoor worden metalen en legeringen gebruikt met een hoge soortelijke weerstand. Weerstandsdraden worden, op basis van hun toepassing, in twee groepen ingedeeld:
Draadgewonden weerstandenBijkomende eigenschap is een lage temperatuurscoëfficiënt, ofwel de weerstand blijft constant bij een veranderende temperatuur. Materialen die deze eigenschap hebben zijn onder andere constantaan en manganine. Ze worden toegepast in zeer nauwkeurige meet- en ijkweerstanden.
VerwarmingselementenBijkomende eigenschap is dat het materiaal bestand moet zijn tegen hoge temperaturen. Materialen die hiervoor gebruikt worden zijn onder andere wolfraam en nikkel-chroomlegeringen zoals nichroom en chromel.
Voor temperaturen boven de 1000 °Celsius worden chroom-ijzer-aluminiumlegeringen gebruikt, zoals Kanthal. De reden is dat het aluminium reageert tot Al2O3 (aluminiumoxide), wat een zeer goede beschermde laag is en tevens bestand is tegen zeer hoge temperaturen.
Toepassing als verwarmingselement in elektrische straalkachels, ovens, broodroosters en vele andere huishoudelijke apparaten.
| Materiaal   | Soort.weerstand | Temp.coëfficiënt | Max. bedrijfstemp. |
| ----------- | --------------- | ---------------- | ------------------ |
| Koper       | 0,0175·10−6 Ωm  | 3,8·10−3 K−1     | -                  |
| Manganine   | 0,43·10−6 Ωm    | 0,015·10−3 K−1   | <100 °C            |
| Nikkeline   | 0,40·10−6 Ωm    | 0,11·10−3 K−1    | 300 °C             |
| Constantaan | 0,49·10−6 Ωm    | ±0,02·10−3 K−1   | 550 °C             |
| Nichroom    | 1,22·10−6 Ωm    | 0,15·10−3 K−1    | 1150 °C            |
| Chromel A   | 1,08·10−6 Ωm    | 0,085·10−3 K−1   | 1200 °C            |
| Alumel      | 0,294·10−6 Ωm   | 1,88·10−3 K−1    | 1260 °C            |
| Chromel D   | 1,35·10−6 Ωm    | 0,02·10−3 K−1    | 1300 °C            |
| Kanthal A1  | 1,47·10−6 Ωm    | 0,02·10−3 K−1    | 1400 °C            |
| Wolfraam    | 0,0549·10−6 Ωm  | 4,9·10−3 K−1     | 3000 °C            |